# Анібал Пінту
Анібал Пінту Гарендія (ісп. Aníbal Pinto Garendia; 15 березня 1825, Сантьяго — 9 червня 1884, Вальпараїсо) — чилійський політик, президент Чилі з 1876 до 1881 року.

## Біографія
Народився в Сантьяго, був сином колишнього чилійського президента — генерала Франсиско Антоніо Пінту і Луїси Гармендіа Альдурральде. Завершив освіту в Колехіо Архентіно де Сантьяго (ісп. Colegio Argentino de Santiago) та Інститут Насьональ (ісп. Instituto Nacional). У віці 20 років він вступив на службу в МЗС, де був призначений заступником секретаря чилійської дипломатичної місії при Святому Престолі. Він повернувся в Чилі через 2 роки, в 1850 році. Через два роки був обраний в нижню палату конгресу і був переобраний кілька разів. Потім він став сенатором, і в 1861 році був призначений інтендантом Консепсьйон; цю посаду він утримував 10 років. Там він одружився з Дельфіною де ла Крус, дочкою генерала Хосе Марії де ла Крус і Хосефи Саньярту Трухільйо.
У 1871 році президент Федеріко Еррасуріс Саньярту призначив його міністром оборони, з цієї посади, він став кандидатом в президенти. Спочатку він здобув перемогу над Мігелем Луїсом Амунатегі в ліберальних попередніх виборах, а потім — над Бенхаміна Вікунья Макеном на президентських виборах.
Його правління почалося під час найлютішої чилійської економічної кризи XIX століття. Це ускладнилося повінню 1876 року, що погано вплинуло на тільки що збудовану інфраструктуру. Землетрус 9 травня 1877 року завершив спустошення. При такому складному збігу обставин, він скасував конвертованість валюти — міра, яка захистила банки і зберегла суспільну довіру, але призвела до ворожості опозиції.
Однак, найбильш криза поглибилась через початок Тихоокеанської війни проти Перу і Болівії. Він зумів успішно впоратися з першим натиском, в той же час заручився дуже важливим нейтралітетом Аргентини. 23 липня 1881 року він підписав договір з Аргентиною, що забезпечив суверенітет Чилі над заходом Патагонії і Вогняної Землі, що раніше було оскаржено двома країнами. Він також зумів захопити Антофагасту і Тарапаку, і використовував ці землі як нове джерело доходів для фінансування триваючої війни.
Після відходу з політики, борг, який він особисто гарантував, змусив його продати все його майно, після чого він переїхав в дуже скромний будинок біля площі Перемоги в Вальпараїсо. Хоча йому запропонували місце сенатора чи посла в різні посольства по Європі, він вирішив працювати перекладачем для залізничних компаній. Помер в Вальпараїсо в 1884 році.